# Kontradikshn
Kontradikshn je slovenska rock skupina, ki je nastala leta 2010 v Brežicah in Krškem. Leta 2014 so izdali svojo prvo malo ploščo (EP) z naslovom "Anatomy". Dve leti kasneje pa prvi polnopravni album "Reframing". Takoj po pandemskem obdobju so leta 2023 izdali nov album "Ahead of Ourselves".

## Diskografija
Studijski albumi
- Anatomy (EP - 2014)[2]
- Reframing (LP - 2016)[3]
- Ahead of Ourselves (LP - 2023)[4]

## Videospoti
- 027 (Reframing, 2016)[5]
- Excess (Ahead of Ourselves, 2022)[6]
- Vesolje posodil kolegu (2024)[7]

## Člani

### Trenutni člani
- Petar Stojanović - vokal, kitara, sintetizator
- Matej Plešej - kitara, sintetizator
- Anže Kump - bobni

### Nekdanji člani
- Aleš Rupar - bobni (2010-2014)
- Matic Benjamin Strojanšek - bas kitara (2010-2014)